# العلاقات التنزانية الكندية
العلاقات التنزانية الكندية هي العلاقات الثنائية التي تجمع بين تنزانيا وكندا.

## مقارنة بين البلدين
هذه مقارنة عامة ومرجعية للدولتين:
| وجه المقارنة                                              | تنزانيا                        | كندا                     |
| --------------------------------------------------------- | ------------------------------ | ------------------------ |
| المساحة (كم2)                                             | 947.30 ألف                     | 9.98 مليون               |
| عدد السكان (نسمة)                                         | 57.31 مليون                    | 35.70 مليون              |
| الكثافة السكانية (ن./كم²)                                 | 60.5                           | 3.58                     |
| العاصمة                                                   | دودوما                         | أوتاوا                   |
| اللغة الرسمية                                             | اللغة السواحلية، لغة إنجليزية  | لغة إنجليزية، لغة فرنسية |
| العملة                                                    | شيلينغ تانزاني                 | دولار كندي               |
| الناتج المحلي الإجمالي (بليون دولار)                      | 52.09 مليار                    | 1.65 تريليون             |
| الناتج المحلي الإجمالي (تعادل القوة الشرائية) بليون دولار | 138.73 مليار                   | 1.59 تريليون             |
| الناتج المحلي الإجمالي الاسمي للفرد دولار أمريكي          | 878                            | 43.25 ألف                |
| الناتج المحلي الإجمالي للفرد دولار أمريكي                 | 2.54 ألف                       | 45.07 ألف                |
| مؤشر التنمية البشرية                                      | 0.521                          | 0.913                    |
| رمز المكالمات الدولي                                      | +255                           | +1                       |
| رمز الإنترنت                                              | .tz                            | .ca                      |
| المنطقة الزمنية                                           | ت ع م+03:00، توقيت شرق أفريقيا |                          |

## منظمات دولية مشتركة
يشترك البلدان في عضوية مجموعة من المنظمات الدولية، منها:
| علم المنظمة | اسم المنظمة                               | تاريخ انضمام تنزانيا | تاريخ انضمام كندا |
| ----------- | ----------------------------------------- | -------------------- | ----------------- |
|             | وكالة ضمان الاستثمار متعدد الأطراف        | 19 يونيو 1992        | 12 أبريل 1988     |
|             | البنك الإفريقي للتنمية                    | ?                    | ?                 |
|             | منظمة الشرطة الجنائية الدولية             | ?                    | ?                 |
|             | منظمة حظر الأسلحة الكيميائية              | ?                    | ?                 |
|             | منظمة التجارة العالمية                    | 1995                 | ?                 |
|             | الأمم المتحدة                             | 14 ديسمبر 1961       | 9 نوفمبر 1945     |
|             | دول الكومنولث                             | 9 ديسمبر 1961        | ?                 |
|             | مؤسسة التمويل الدولية                     | 10 سبتمبر 1962       | 20 يوليو 1956     |
|             | يونسكو                                    | 6 مارس 1962          | 4 نوفمبر 1946     |
|             | مؤسسة التنمية الدولية                     | 6 نوفمبر 1962        | 24 سبتمبر 1960    |
|             | البنك الدولي للإنشاء والتعمير             | 10 سبتمبر 1962       | 27 ديسمبر 1945    |
|             | المركز الدولي لتسوية المنازعات الاستشارية | 17 يونيو 1992        | 1 ديسمبر 2013     |
|             | الاتحاد البريدي العالمي                   | ?                    | ?                 |
|             | الاتحاد الدولي للاتصالات                  | 31 أكتوبر 1962       | 1 يوليو 1908      |

## وصلات خارجية
- موقع وزارة الخارجية التنزانية
- موقع وزارة الخارجية الكندية